# Clugin
Clugin (toponimo tedesco; in romancio Clugén) è una frazione di 42 abitanti del comune svizzero di Andeer, nella regione Viamala (Canton Grigioni).

## Geografia fisica
Il paese è situato sul versante sinistro della valle Schams (Schamserberg) formata dal Reno Posteriore; il punto più elevato del territorio è a quota 2 368 m s.l.m.

## Storia

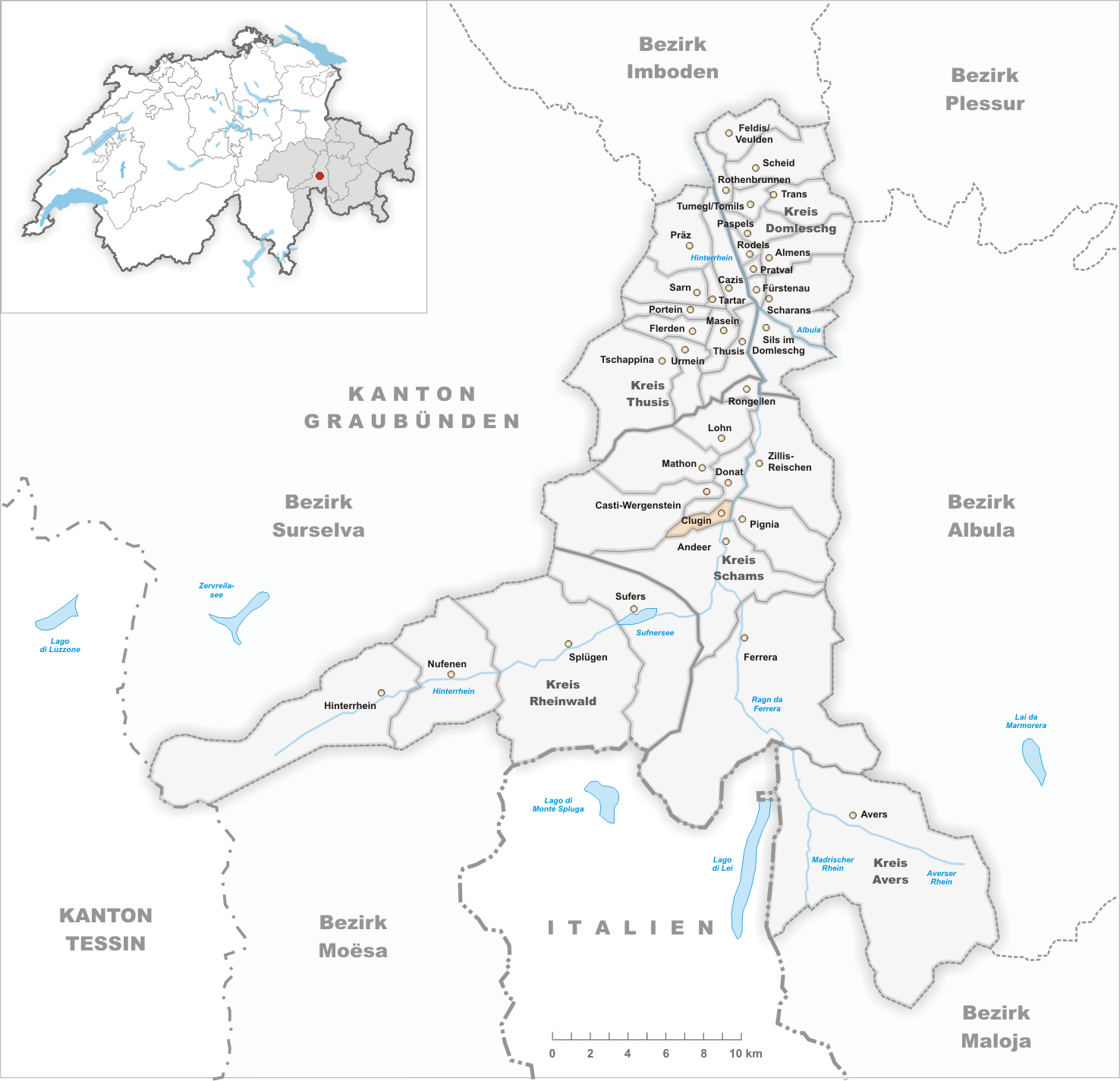
Il territorio del comune di Clugin prima degli accorpamenti comunali del 2009

Già comune autonomo che si estendeva per 2,49 km², il 1º gennaio 2009 è stato accorpato al comune di Andeer assieme all'altro comune soppresso di Pignia.

## Monumenti e luoghi d'interesse

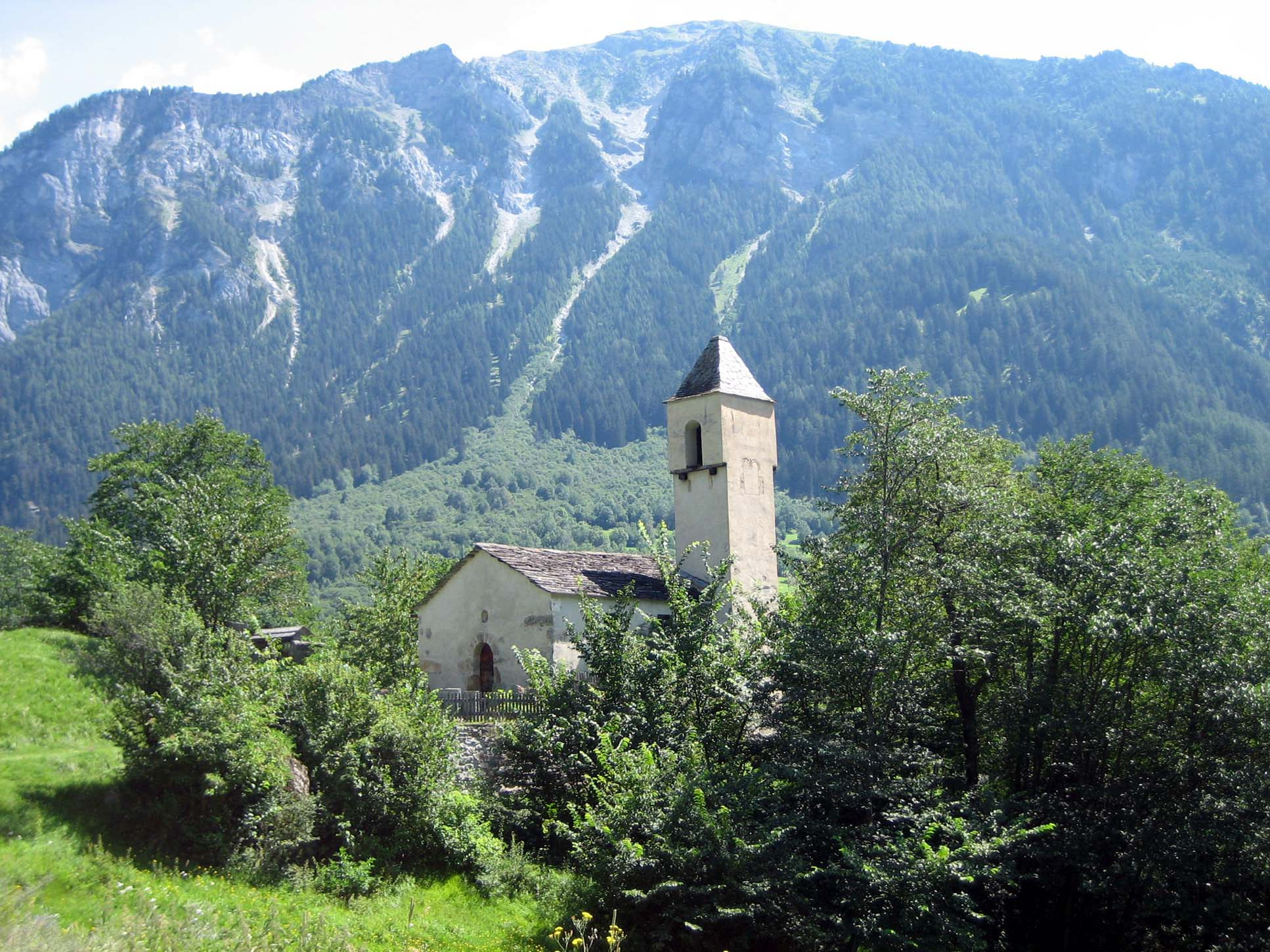
La chiesa riformata

- Chiesa riformata, eretta nel XII secolo[1].

## Società

### Evoluzione demografica
L'evoluzione demografica è riportata nella seguente tabella:
Abitanti censiti

### Lingue e dialetti
Già paese di lingua romancia, Clugin si è progressivamente germanizzato nel XX secolo: la popolazione di lingua romancia è passata dall'84% nel 1920 al 24% nel 1980.

## Economia
L'economia locale trae impulso principalmente dall'agricoltura.

## Infrastrutture e trasporti
Clugin è servito dall'uscita autostradale di Andeer sulla A13/E43, a 3 km; dista 37 km da Coira e 81 km da Bellinzona. La stazione ferroviaria più vicina è quella di Thusis, a 13 km da Clugin.